# William, It Was Really Nothing
«William, It Was Really Nothing» (en españolː "William, eso no fue realmente nada") es una canción de la banda británica The Smiths. Fue lanzada como sencillo el 24 de agosto de 1984, con "Please, Please, Please Let Me Get What I Want" y "How Soon Is Now?" en el lado B. La canción llegó al número 17 en el UK Singles Chart. La canción aparece en los álbumes recopilatorios Hatful of Hollow y Louder Than Bombs, así como otras recopilaciones de sencillos del grupo. En 2004 la canción fue colocada en el número 425 en la lista de la revista Rolling Stone de las 500 mejores canciones de todos los tiempos.

## Letra
Las letras están dirigidas a un hombre llamado William que recientemente acababa de escapar de una "gorda" con quien quería casarse. El protagonista conforta a William indicando que el matrimonio es "realmente nada". 
Popularmente se cree que la canción ha sido escrita por Morrissey sobre su corta amistad con Billy Mackenzie (1957-1997), vocalista del grupo The Associates. Morrissey dijo lo siguiente sobre la canción: 

"'William It Was Really Nothing' se trata de [...] se me ocurrió que, dentro de la música popular, siempre han existido grabaciones donde el matrimonio se debate siempre desde el punto de vista de las mujeres, cada vez hay alguna canción diciendo "no casarse, permanecer soltera, la auto-preservación, etc. Pensé que era hora de que una voz de hombre estuviera hablando directamente a otro hombre diciendo que el matrimonio era una pérdida de tiempo [...] que, de hecho, era "absolutamente nada".

## Listado de canciones
| 7" RT166 |                                                 |          |  |
| N.º      | Título                                          | Duración |  |
| 1.       | «William, It Was Really Nothing»                | 2:10     |  |
| 2.       | «Please, Please, Please Let Me Get What I Want» | 1:50     |  |

- en la edición original

| 7" RT166 |                                  |          |  |
| N.º      | Título                           | Duración |  |
| 1.       | «William, It Was Really Nothing» | 2:10     |  |
| 2.       | «How Soon Is Now?»               | 6:43     |  |

- en la reimpresión del sencillo

| 12" RTT166/CD RTT166CD |                                                 |          |  |
| N.º                    | Título                                          | Duración |  |
| 1.                     | «William, It Was Really Nothing»                | 2:10     |  |
| 2.                     | «How Soon Is Now?»                              | 6:43     |  |
| 3.                     | «Please, Please, Please Let Me Get What I Want» | 1:50     |  |